# Olajsav
Az olajsav (oleinsav) egy telítetlen karbonsav, zsírsav. Színtelen, olajszerű folyadék. Vízben gyakorlatilag oldhatatlan, de szerves oldószerekben, például etanolban és dietil-éterben feloldódik. Glicerinnel alkotott észterek alakjában részt vesz az állati zsírok és a növényi olajok felépítésében.

## Kémiai tulajdonságai
Levegőn állva oxidálódik, megavasodik, színe barnává válik. A molekulájában található kettős kötés hidrogénezéssel telíthető, ekkor sztearinsavvá alakul. Gyenge, egybázisú sav, a sói az oleátok.

## Izoméria
Az olajsavnál fellép a cisz-transz izoméria. Az olajsav a cisz-módosulat, a transz-izomer neve elaidinsav. Ez a vegyület szobahőmérsékleten szilárd halmazállapotú. Az olajsav kevés salétromsav hatására könnyen átalakul (izomerizálódik) elaidinsavvá.

## Előfordulása a természetben
Glicerinnel alkotott észtere formájában számos állati és növényi zsiradék alkotórésze. A marhafaggyúban 32-52% mennyiségben fordul elő. A legnagyobb mennyiségben a növényi olajok tartalmazzák. Az olívaolaj például 70-85%-ban tartalmazza, de előfordul a szezám-, a kókusz-, és a lenolajban is.
Bizonyos rovarok bomló szervezetéből szabadul fel (pl. méhek, aratóhangyák; „a halál szaga”). Az olajsav hatására a dolgozók ösztönösen eltávolítják az elhullott testet a kaptárból ill. bolyból. Ha élő hangyát vagy méhet kenünk be olajsavval, azt is eltávolítják, mintha halott lenne. Az olajsav segít az élő egyedeknek, hogy elkerüljék a betegségben elpusztult társaikat, vagy azokat a helyeket, ahol ragadozók leselkednek rájuk.

## Előállítása
Valamilyen növényi olaj vagy állati zsír hidrolízisével, elszappanosításával karbonsavak keverékét állítják elő. A keveréket először vákuumban desztillálják, majd a különböző zsírsavakat egymástól elválasztják.

## Felhasználása
Segédanyag a bőr-és a textiliparban. Emellett kenőanyagok, kenőcsök takarmányadalékok készítésére, illetve fémek tisztítására is felhasználják.